# Endoxyla bipustulatus
Endoxyla bipustulatus is een vlinder uit de familie van de Houtboorders (Cossidae). De wetenschappelijke naam van deze soort is voor het eerst voorgesteld als Cossus bipustulatus door Francis Walker in een publicatie uit 1865.
De spanwijdte van het mannetje bedraagt ongeveer 7 centimeter.
De soort komt voor in Australië.